# Bampur
Bampur este un oraș din Iran.